# سيسيليا (اسم)
سيسيليا أو سيزيليا (باللاتينية: Cecilia) هو اسم يطلقه الغربيين على البنات، نسباً القديسة سيسيليا شفيعة الموسيقيين، هذا الاسم له شعبية في الولايات المتحدة حيث إحتل قائمة أكثر 500 شيوعاً في الولايات المتحدة، وإحتل مركز 274 بين الفتيات الأمريكيات وإحتل المراكز 100 الأولى في السويد.